# Проспект Гагарина (Нижний Новгород)
Проспе́кт Гага́рина — проспект в Нижнем Новгороде, названный в честь первого советского космонавта Юрия Гагарина (1934—1968).
Проходит с севера на юг через Советский и Приокский районы.
Начинается от площади Лядова и идёт мимо парка Швейцария, Мызы, Щербинок и за городом раздваивается. Одна дорога ведёт на Арзамас и является частью федеральной магистрали Р158 Нижний Новгород — Саратов, другая на Богородск и Павлово и входит в региональную трассу 22К-0125 Нижний Новгород — Муром (часть автодороги Р125 Нижний Новгород — Муром — Касимов — Ряжск).

## Прежние наименования
- Мызинское шоссе (по имени предместья Мыза).
- Ворошиловское шоссе (в честь К. Ворошилова).
- Арзамасское шоссе (по имени города Арзамас).
- В 1992 году часть проспекта Гагарина (от улицы Ларина и до его окончания), проходящая мимо дома, где жил академик А. Д. Сахаров, была официально переименована в «проспект академика Сахарова»[1]. Однако фактически переименование так и не было реализовано, так как не были изменены адреса домов. В 2010 году переименование было официально отменено.[2]

## Известные здания и сооружения
| Номер дома | Изображение | Описание                                                                  |
| ---------- | ----------- | ------------------------------------------------------------------------- |
| 22         |             | НОАО «Гидромаш»                                                           |
| 23         |             | Кампус ННГУ на Проспекте Гагарина                                         |
| 37         |             | Корпус завода «Нител»                                                     |
| 214        |             | Дом, где Сахаров жил в ссылке в Горьком (Нижний Новгород, район Щербинки) |
| 212а       |             | Новостройка (№ 212а) и дом академика Сахарова (№ 214)                     |

## Транспорт
В 2015 году в конце проспекта был открыт автовокзал «Щербинки»
- Автобусные социальные маршруты:
  - № 1 (Площадь Минина и Пожарского — пл. Свободы — пл. Горького — пр. Гагарина — трасса Р-125 — пр. Олимпийский — ул. Приокская — ул. Богородская — ул. Гагарина — ЖК «Окский берег»)
  - № 2 (Верхние Печёры — ул. Родионова — Сенная пл. — ул. Белинского — пл. Лядова — пр. Гагарина — Автовокзал «Щербинки»)
  - № 12 (Автовокзал «Щербинки» — пр. Гагарина — пл. Лядова — Комсомольская пл. — Комсомольское шоссе — Московское шоссе — ул. Рябцева — ул. Ярошенко — Платформа Чаадаево)
  - № 15 (станция Петряевка — пр. Молодёжный — ул. Краснодонцев — ул. Львовская — пр. Бусыгина — Мызинский мост — проспект Гагарина — Автовокзал «Щербинки»)
  - № 26 (Улица Долгополова — пл. Революции — Похвалинский съезд — пл. Горького — пр. Гагарина — ул. Бекетова — ул. Ванеева — Кузнечиха-2)
  - № 27 (посёлок Высоково — ул. Белинского — пл. Лядова — пр. Гагарина — Артельная ул. — Сады)
  - № 28 (Улица Усилова — Сенная пл. — ул. Белинского — пл. Лядова — пр. Гагарина — ул. Нартова — Щёлоковский хутор)
  - № 30 (Улица Горького — пл. Горького — пр. Гагарина — ул. Кащенко — посёлок Черепичный)
  - № 37 (Кузнечиха-2 — ул. Козицкого — пл. Советская — ул. Бекетова — пр. Гагарина — ул. Ларина — Ближнеконстантиново)
  - № 43 (Улица Долгополова — пл. Революции — Похвалинский съезд — пл. Горького — пр. Гагарина — Автовокзал «Щербинки»)
  - № 51 (ЗКПД-4 — пр. Кораблестроителей — ул. Баренца — ул. Сутырина — ул. Коминтерна — пр. Героев — Комсомольское шоссе — Комсомольская пл. — Молитовский мост — Окский съезд — пл. Лядова — пр. Гагарина — ул. Бекетова — ул. Ванеева — ул. Рокоссовского (обратно: ул. Козицкого) — Кузнечиха-2)
  - № т63 (мкр. Юг — бульвар Южный — ул. Шнитникова — ул. Веденяпина — пл. Киселёва — пр. Ленина — Мызинский мост — пр. Гагарина — ул. Горная — ул. Полярная — ул. академика Сахарова — ул. Рокоссовского — ул. Ивлиева — ТЦ «Жар-Птица»)
  - № 68 (Площадь Минина и Пожарского — пл. Горького — пр. Гагарина — Мызинский мост — пр. Ленина — пл. Киселёва — ул. Лескова — Космическая улица)
  - № 80 (Улица Долгополова — ул. Литвинова (обратно — ул. Долгополова) — пл. Революции — Метромост — ул. Одесская — пр. Гагарина — ул. Бекетова — ул. Нартова — ул. Корейская — ш. Анкудиновское — ул. Цветочная — ул. Сахарова — ул. Ванеева — ул. Рокоссовского — мкр. Кузнечиха-2)
- Троллейбусные:
  - № 13 (Площадь Минина и Пожарского — пл. Свободы — Советская пл. — пр. Гагарина — Щербинки-2)
  - № 31 (Площадь Минина и Пожарского — пл. Свободы — пл. Горького — пр. Гагарина — Щербинки-2)
- Маршрутное такси: № т29, т31, т55, т76, т81, т82, т91, т94, т97, 322, 374;
- Трамвайные:
  - № 5 (Улица Маслякова — ул. Ильинская — пл. Лядова — ул. Пушкина — ул. Нартова — ул. Терешковой — пр. Гагарина — Мыза)
  - № 19 (Трамвайное депо № 1 — ул. Бекетова — ул. Нартова — ул. Терешковой — пр. Гагарина — Мыза)